# Верхньопінігіна
Ве́рхньопіні́гіна (рос. Верхнепинигина) — присілок у складі Сорокинського району Тюменської області, Росія.
Населення — 62 особи (2010, 71 у 2002).
Національний склад станом на 2002 рік:
- росіяни — 82 %